# Herb gminy Płaska
Herb gminy Płaska – jeden z symboli gminy Płaska, ustanowiony 28 kwietnia 2007.

## Wygląd i symbolika
Herb przedstawia na tarczy w polu zielonym przedzielonym srebrną linią falistą (nawiązującą do Kanału Augustowskiego) u góry złotą łódź z masztem w kształcie krzyża, a pod nim złotą literę „M” (upamiętnia ona wizytę Jana Pawła II w 1999), natomiast na dole srebrny piec hutniczy, związany z historią gminy.